# Gunnar Ekström
Gunnar Ekström (2 de enero de 1913-24 de octubre de 1996) fue un actor y director de nacionalidad sueca.
Su nombre completo era Gunnar Karl Ekström, y nació en el Municipio de Arvika, Suecia, falleciendo en Malmö, Suecia.

## Filmografía
- 1941 : Hem från Babylon
- 1945 : Brott och straff
- 1958 : Fröken April
- 1964 : Mollusken
- 1965 : Fröknarna i parken
- 1969 : Konfrontation
- 1974 : Karl XII
- 1979 : Kejsaren
- 1980 : Flygnivå 450

## Teatro (selección)

### Actor
- 1941 : Det evigt manliga, de James Thurber y Elliott Nugent, dirección de Stig Torsslow, Vasateatern[2]
- 1951 : Boboll, de André Roussin, dirección de Per-Axel Branner, Riksteatern[3]
- 1957 : Den fantastiske herr Pennypacker, de Liam O'Brien, dirección de Mats Johansson, Folkteatern de Gotemburgo[4]
- 1959 : Kapten Kid, de Tore Zetterholm, dirección de Mats Johansson, Folkteatern[5]
- 1959 : Romans på slottet, de Staffan Tjerneld y Kai Normann Andersen, dirección de Jackie Söderman, Folkteatern[6]
- 1962 : Farmor och vår Herre, de Hjalmar Bergman, dirección de Yngve Nordwall, Malmö stadsteater
- 1965 : Fallet Oppenheimer, de Heinar Kipphardt, dirección de Eva Sköld, Malmö stadsteater
- 1968 : Madre Coraje y sus hijos, de Bertolt Brecht, dirección de Jan Lewin, Malmö stadsteater
- 1973 : Leva loppan, de Georges Feydeau, dirección de Andris Blekte, Malmö stadsteater
- 1978 : Harvey, de Mary Chase, dirección de Anders Bäckström, Malmö stadsteater

### Director
- 1950 : I telefon, de Ernst Ahlgren, Malmö stadsteater
- 1957 : Isak Juntti hade många söner, de Björn-Erik Höijer, Folkteatern[7]
- 1958 : L'uomo, la bestia e la virtù, de Luigi Pirandello, Folkteatern[8]
- 1961 : Alltsedan Adam och Eva, de Poul Sørensen y Erik Fiehn, Folkteatern[9]
- 1972 : Plaza svit, de Plaza Suite, de Neil Simon, adaptación de Per Gerhard, Malmö stadsteater